# Андреа Палладіо
Андреа Палладіо (італ. Andrea Palladio, 30 листопада 1508 — 19 серпня 1580) — італійський архітектор, засновник архітектури класицизму і, ймовірно, найвпливовіший архітектор в історії західної цивілізації.

## Біографія
Палладіо народився у Падуї, що була у той час частиною володінь Венеції, в родині каменяря. Справжнє ім'я — Andrea di Pietro della Gondola.
Хрещеним батьком хлопця був скульптор Вінченцо Гранді, він і сприяв навчанню хлопця в майстерні Бартоломео Кавацца, як скульптора і будівничого.

### Меценат Тріссіно
У віці 13 років Андреа тікає до Віченци. Тут він стає помічником у провідній майстерні каменярів міста.
Вчителями Андреа в цей час стали Бартоломео Кавацца і Джанджорджо Тріссіно. Андреа бере участь в будівництві вілли для останнього в Кріколі. Під дружньою опікою Тріссіно (поета та гуманіста) він здобуває архітектурну та різносторонню гуманітарну освіту. Саме Тріссіно дає молодому Андреа прізвище Палладіо та стає його покровителем і меценатом. Тріссіно у 1540 р. дав гроші молодому Палладіо на подорож до Риму заради досліджень античної архітектури і удосконалення архітектурних навичок.

### Дослідник античної архітектури
У 1541 році  Палладіо поїхав до Риму, щоб вивчити пам'ятники стародавньої архітектури Римської імперії. Крім Риму Андреа виміряв античні пам'ятники у Вероні, Спліті, Німі. Окрім цього, Палладіо зробив проєкти реставрації пам'яток архітектури доби Римської імперії, хоча й знав, що ніхто не дасть грошей на їх повне відновлення.

### Відхилені проєкти
Велика кількість замовлень і здійснених проєктів Палладіо створює видимість вдалої архітектурної практики. Він і справді будував багато. Але він, як і кожний архітектор, мав відхилені проєкти. Під час праці у Венеції навіть проте́кція Маркантоніо і Даніеле Барбаро не захистила проєкти архітектора. Проєкт побудови нового мосту Палладіо був відхилений через надмірну складність і значні витрати на будівництво (на конкурсі були значно економніші проєктні рішення).
Брав участь Палладіо і у конкурсі на відновлення Палацу дожів, що постраждав у пожежі 1577 р. Новітні добудови палацу змінили б його традиційний вигляд, який так поціновували венеційці. Проєкт було відхилено заради збереження історичного вигляду палацу.
Так, місто Віченца має 12 споруд, повністю чи частково збудованих Палладіо. Частка палаців залишилась недобудованою через брак грошей у замовників. Палладіо встиг побудувати малий двоповерховий будинок палацу Барбаранів (або Каза дель Діаболо) з фасадом на два вікна, як замовник припинив будівництво. Вибудована мала частина так і стоїть натяком на цікавий нездійснений проєкт та пам'яткою вихвалянь фінансово неспроможного замовника.

### Палладіо і театральні споруди
Маловідомою сторінкою творчості архітектора було створення театрів. Фінансово незабезпечений Палладіо брався за облаштування театрів в палацових приміщеннях багатіїв, де проводились свята і невеликі вистави. Найбільш значущим, до побудови театру Олімпіко, був театр в залі Базиліки Палладіана.
Ще у 1555 р. Палладіо заснував в місті Віченца Олімпійську академію (гурток однодумців для приємного і корисного дозвілля). Ініціативні члени Олімпійської академії у 1579 р. отримали право від муніципалітету на побудову критого театру в приміщеннях старої фортеці. Раніше ті слугували льохами для збереження пороху та місцевою в'язницею.

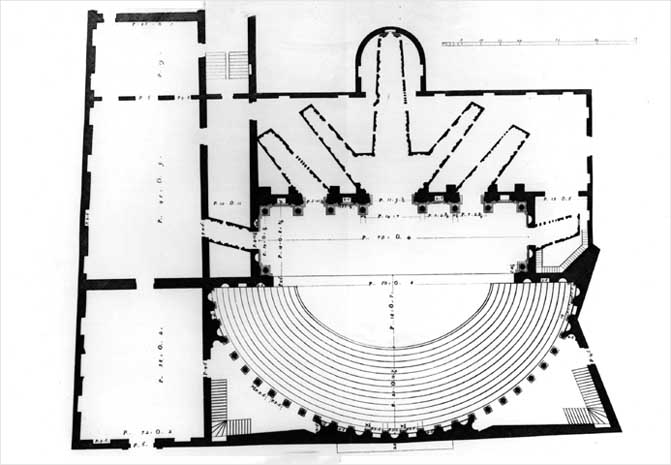
Фіксаційний план театру Олімпіко в Віченці з пізньою добудовою ліворуч, 1776 рік.

Так мимоволі Палладіо і члени Олімпійської академії міста стали рятівниками старих стін фортеці Кастелло дель Терріторіо. Палладіо дали завдання розробити проєкт пристосування театру для академії в фортречних приміщеннях. На плані добре видно несиметричне розпланування стін фортечних споруд і спроба архітектора максимально використати простір старої будівлі. Він був вимушений відмовитися від точного відтворення давньоримського овалу арени і зробив лише його половину. Майже половину приміщення зайняла сцена.
Через півроку після початку робіт по спорудженню театру Олімпіко архітектор помер на 71 році життя. Керівництво роботами перейшло спочатку до сина Палладіо, а потім до талановитого учня майстра — архітектора Вінченцо Скамоцці, який не тільки закінчив споруду, а й заопікувався навіть декораціями для нового театру.

### Родина
З квітня 1534 р. архітектор одружився з дочкою тесляра. В шлюбі мав п'ятеро дітей: Леоніда (помер за трагічних обставин у 1572 р.), Маркантоніо, Гораціо, Зенобію, сина Силлу.
- Маркантоніо став будівничим і працював разом з батьком. Пізніше перебрався до Венеції і працював в майстерні Алессандро Вітторіа.
- Гораціо отримав освіту в університеті міста Падуя, став юристом, помер у 1572 р.
- Єдина дочка Палладіо, Зенобія, вийшла заміж за ювеліра Джованні Батіста делла Феде і народила архітекторові двох онуків.
- Наймолодший син Силла (або Сулла) навчався в університеті в Падуї, але не отримав ніякого звання. Був наглядачем на будівництві останнього твору батька — театру Олімпіко.

### Гіпотетичні портрети архітектора

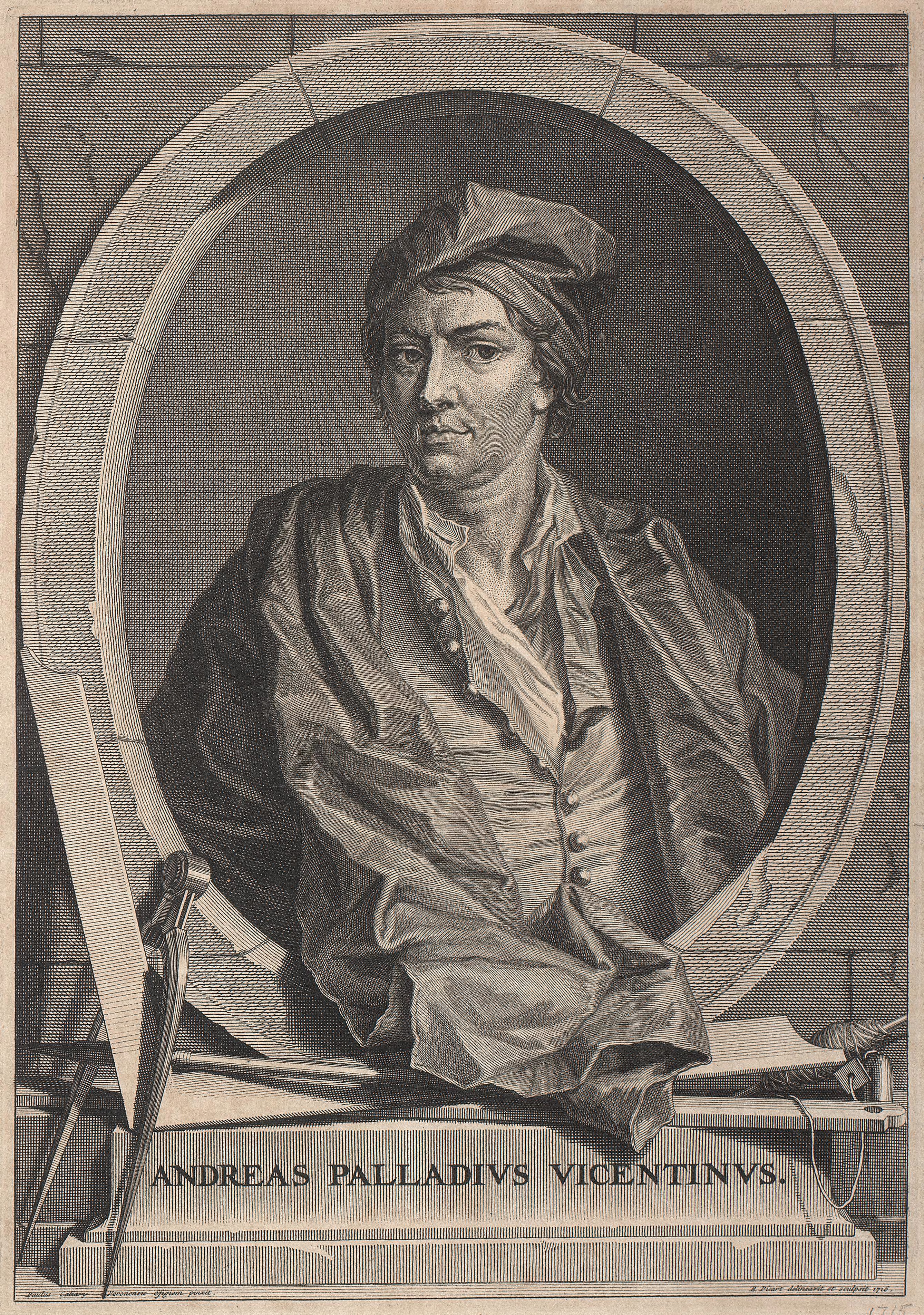
Худ. Паоло Кальярі Веронезе. Портрет якогось архітектора на фронтиспісі 1-го видання книги Палладіо в Лондоні, 1715 рік

Слава і авторитет архітектора якось контрастно поєднувались з байдужістю до архітектора, його біографії і його портретів. Дослідники досі не мають жодного портрета архітектора, який можна було б пов'язати з реальним його виглядом.
- Маємо портрет якогось молодого архітектора, виконаний в гравюрі для 1-го видання книги Палладіо (Чотири книги про архітектуру), надрукованої в Лондоні у 1715 р. Але навряд чи Паоло Кальярі Веронезе міг портретувати маловідомого на той час молодого і бідного будівничого.
- Ще більше непорозумінь викликає портрет невідомого пана в скромному чорному одязі пензля Ель Греко, датований 1575 роком. Портрет зберігається в місті Копенгаген і його створення пов'язують з римським періодом творчості Ель Греко. Але точних відомостей про зустрічі художника і архітектора не збережено.

### Ключові дати біографії

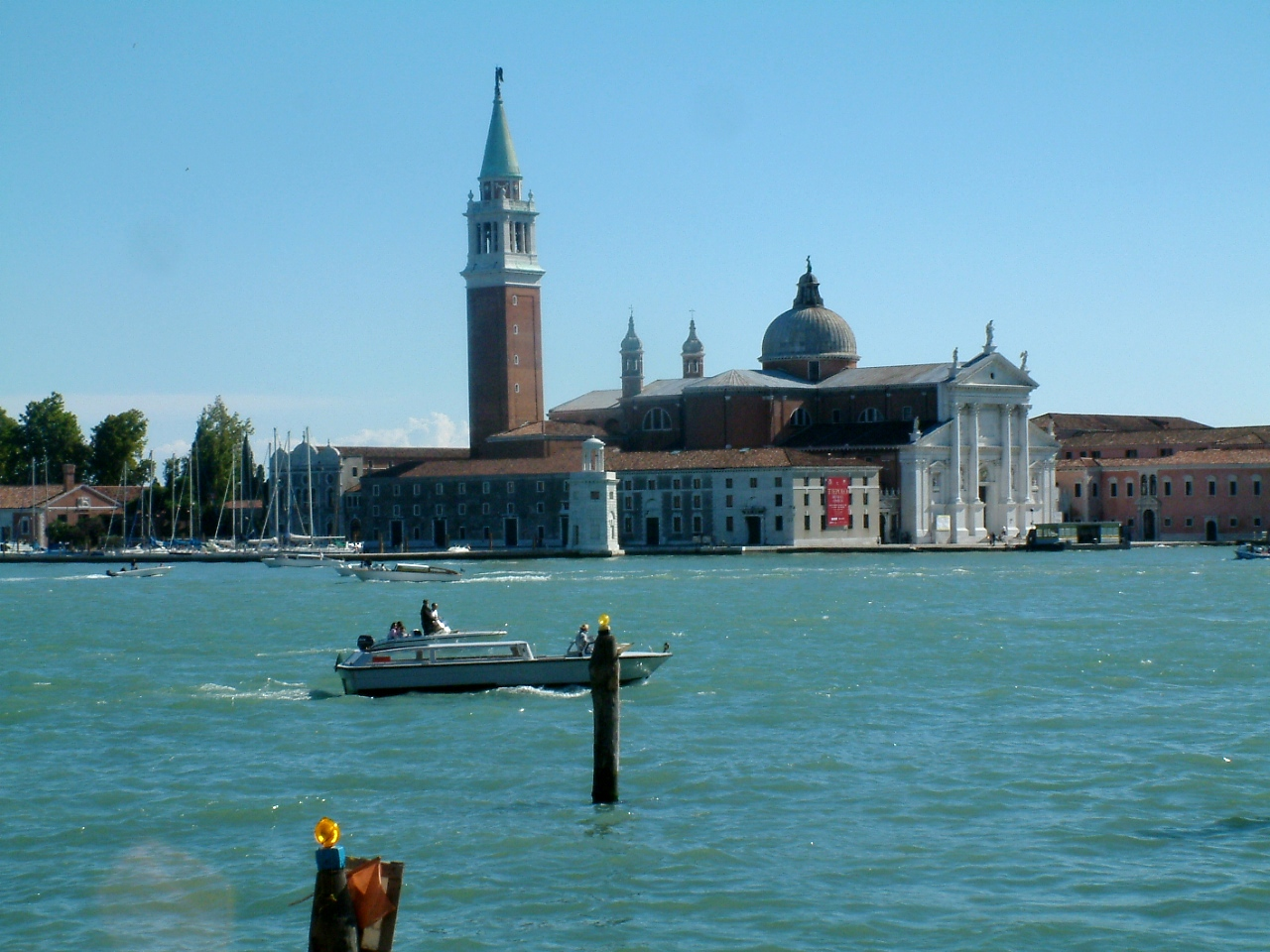
Собор Сан-Джорджо Маджоре

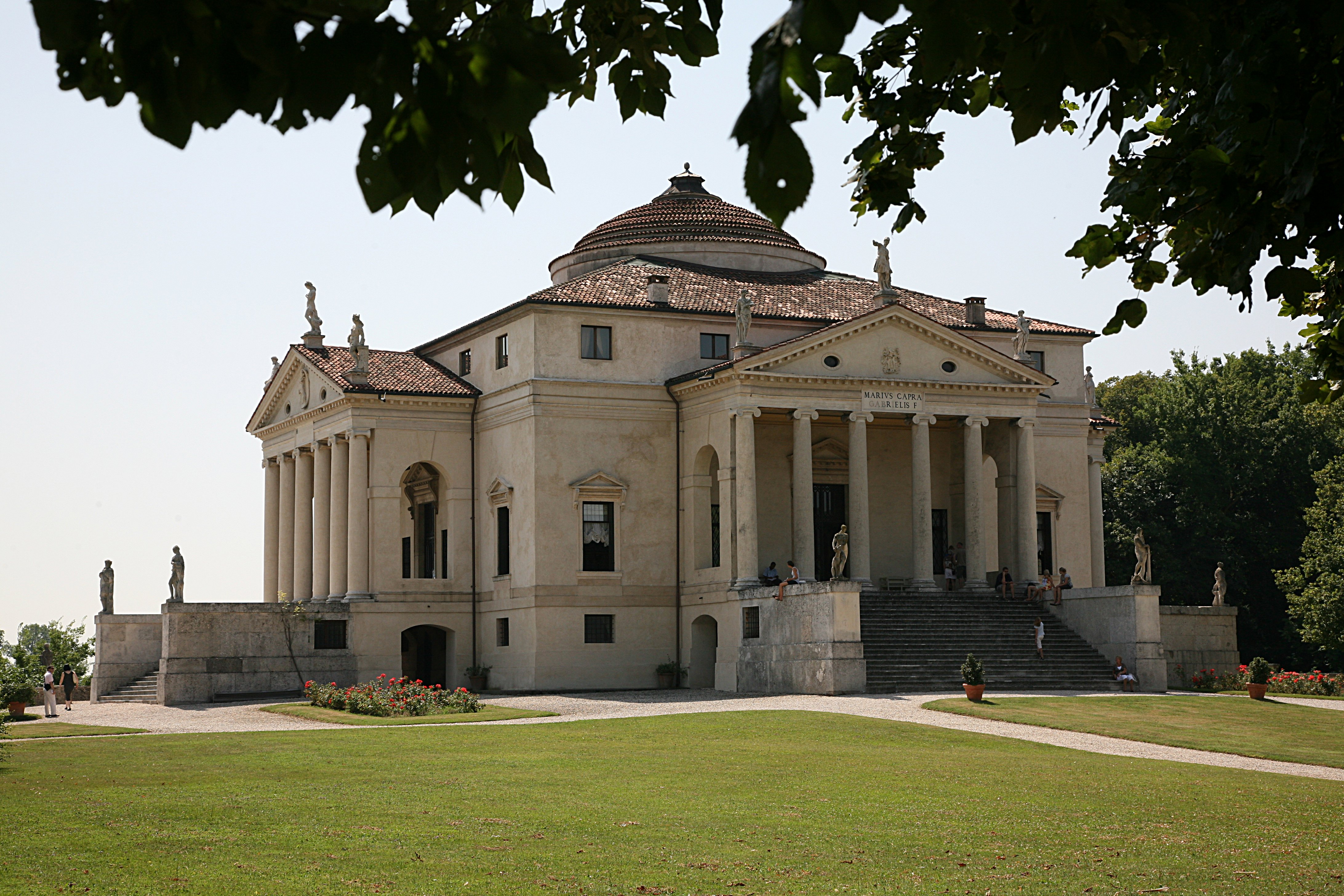
Вілла Ротонда

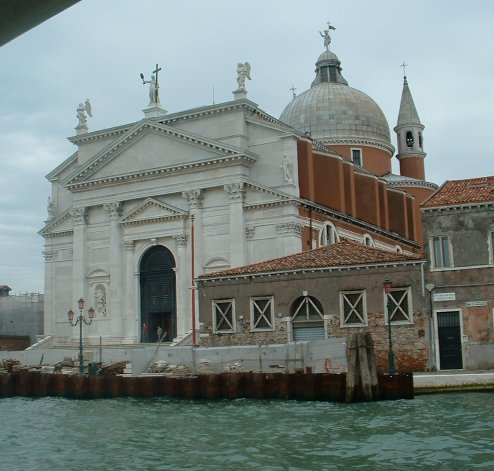
Церква Іль Реденторе

- 1537—1542: Спорудження першої роботи, вілла Годі в Луго-ді-Віченца.
- 1541—1542: Спорудження вілли Форні-Черато у Монтеккьо-Прекальчино
- 1544: Початок спорудження Вілли Пізані в Баньоло.
- 1545: Перша значна робота. Палладіо бере участь у реконструкції Базиліки у Віченці. Облаштував палац Раджоне XIII століття двохярусною аркадою.
- 1550: Початок проєктування палацу Кірікаті та Вілли Фоскарі у Віченці.
- 1552: Початок робіт над Віллою Корнаро і палацом Iseppo De' Porti.
- 1554: Публікація трактату «Римські старовини».
- 1556: В Удіне будує Палац Антоніні та у Віченці починає спорудження палацу Т'єне. Його замовлення зростають пропорційно зростанню його популярності. В цей час він співпрацює з патріархом Аквілєї, в редакції книги «Vitruvio», забезпечуючи книгу малюнками.
- 1557: Початок робіт над Віллою Бадоер в долині річки По.
- 1558: Перебрався жити в Венецію. Реалізує проєкт по реконструкції церкві Сан-П'єтро ді Кастелло у Венеції і можливо в тому ж році починає створення Вілли Малконтента.
- 1559: Початок спорудження вілли Емо в селі Фанзоло ді Веделаго.
- 1560: Вілла Барбаро-Вольпі в Мазері поблизу Тревізо.
- 1561: Початок спорудження Вілли Пояна Маджіоре, і в тому ж році трапезної для ченців-бенедиктинців монастиря Сан-Джорджо Маджоре у Венеції. Надалі він займається фасадом монастиря Monastero per la Carita і Віллою Серего.
- 1562: Початок робіт над фасадом церкви Сан-Франческо делла Вінья і роботи над собором Сан-Джорджо Маджоре у Венеції.
- 1565: Початок створення Вілли Каголло у Віченці і Вілли Пізані в Монтаньяні.
- 1566: Палац Вальмарана і Вілла Зено у Віченці.
- 1567: Початок робіт над Віллою «Ротонда» у Віченці.
- 1570: Палладіо номінований на титул Proto della Serenissima (Почесний громадянин Венеції), в тому ж році він публікує у Венеції трактат I Quattro Libri dell'Architettura (Чотири книги про архітектуру).
- 1571: Будівництво Вілли Piovene, Палацу Porto Barbaran, лоджії дель Капітаніо і Палацу Porto Breganze.
- 1574: Публікація трактату «Commentari» (Коментарі до Юлія Цезаря) і роботи studies for the front of S. Petronio in Bologna.
- 1577: Початок спорудження церкви Іль Реденторе, у Венеції.

- 1579: Повернення в місто Віченца. Проєкт облаштування театра Олімпіко в стінах середньовічної фортеці Кастелло делла Терріторія в місті Віченца.
- 1580: Підготовка ескізів внутрішнього інтер'єру для церкви Санта-Лючія у Венеції, і в тому ж році початок будівництва Театро Олімпіко у Віченці.
- 1580: смерть 19 серпня в Віченці.

## Вплив на архітектурну практику
У 1570 році Палладіо надрукував трактат «Чотири книги про архітектуру» з додатком власних малюнків античних споруд і їх реконструкцій. Видання було узагальненням теоретичних і практичних навичок архітектора, висновком його архітектурного досвіду.
Після виходу в світ цієї книги Палладіо — він став практично другим найбільш визнаним теоретиком архітектури після відомого теоретика 15 ст. на ім'я Альберті Леон-Баттіста (1404—1472).
Видання швидко було переведене на іноземні мови, в тому числі на англійську. Його часто розглядали як підручник і широко використовували для навчання і практичного використання настанов Палладіо в будівництві протестантських країн. Несподівано трактат архітектора — католика став прапором супротивників римського варіанту бароко (так званого стилю єзуїтів) в протестантських країнах, а класична (давньоримська) манера його архітектури протиставлялася творам італійського бароко.

## Смерть і поховання
Палладіо поховали на околиці міського цвинтаря. Пошуки поховання в 19 столітті були досить неточними. Але бажання мати поховання уславленого архітектора призвело до перенесення рештків з міського цвинтаря у церкву Санта Корона. Отже, надгробок в церкві — швидше кенотаф, почесне поховання, ніж справжня могила відомого архітектора.

## Увічнення пам'яті

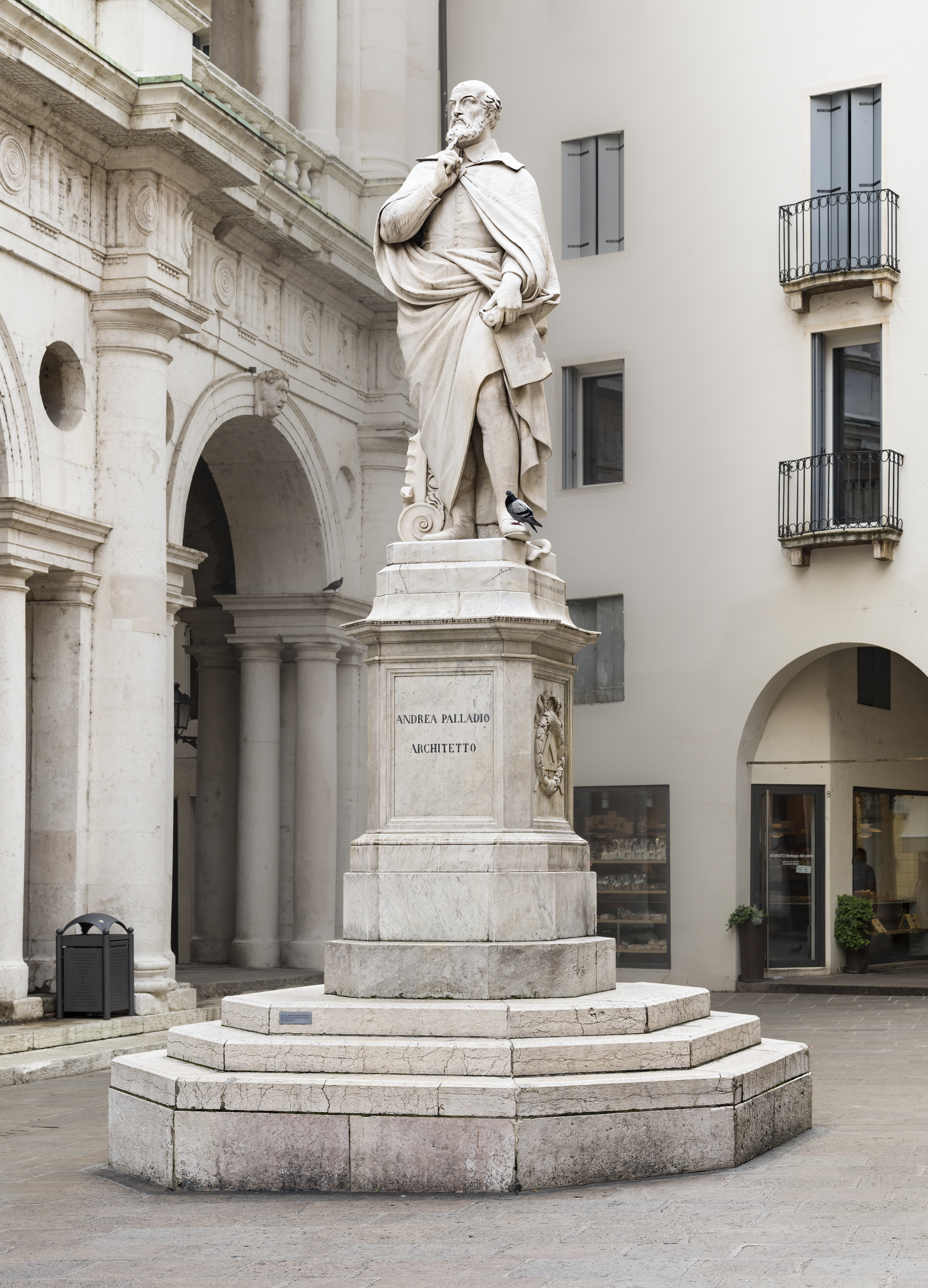
Монумент архітектору в місті Віченца

- Палладіо створили монумент в місті Віченца поряд з Базилікою Палладіана (ратуша міста).

- В місті Віченца існує Міжнародний центр по вивченню творчого надбання Палладіо.

- Усі значні проєкти і малюнки архітектора відтворені в факсимільних копіях і подорожують світом. Їх можна бачити на різних виставках.

## Палладіанський стиль
Майже єдиний архітектор, ім'ям якого назвали цілий напрям у архітектурному будівництві Західної Європи — палладіанство. Розрізняють також англійське палладіанство, російське тощо.
Представниками російського палладіанства вважають Чарльза Камерона, Миколу Львова, Джакомо Кваренгі.

### В Україні
В Батурині (Україна) Чарльз Камерон побудував палац та 2 флігелі для Кирила Розумовського (1803 р. реставровано), шедевр архітектора. Архітекторові Миколі Львову належить декілька споруд в Україні (найкращі — садиба Стольне для Безбородька Олександра Андрійовича, садиба Диканька для В. П. Кочубея). За проєктами Джакомо Кваренгі в Україні побудовано садибу Камбурлея М. І. в Хотіні, собор Спасо-Преображенського монастиря міста Новгород-Сіверський (збережений, діючий). Цікавим, та малодослідженим зразком палладіаства в Україні є садиба Браницьких в Рудому Селі (Київська область, суцільна руїна).

## Галерея робіт Палладіо

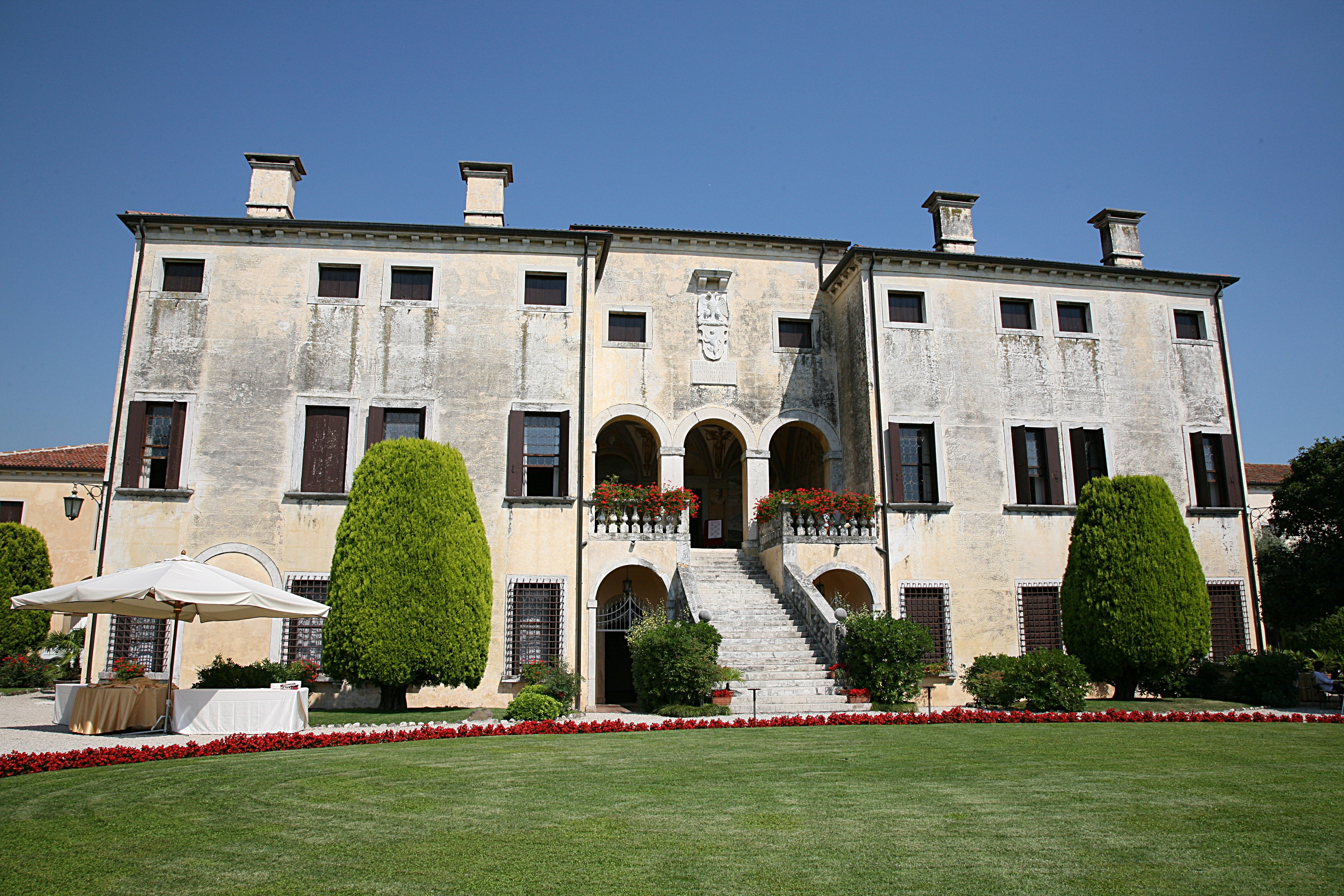
Вілла Годі в Луго-ді-Віченца, садовий фасад
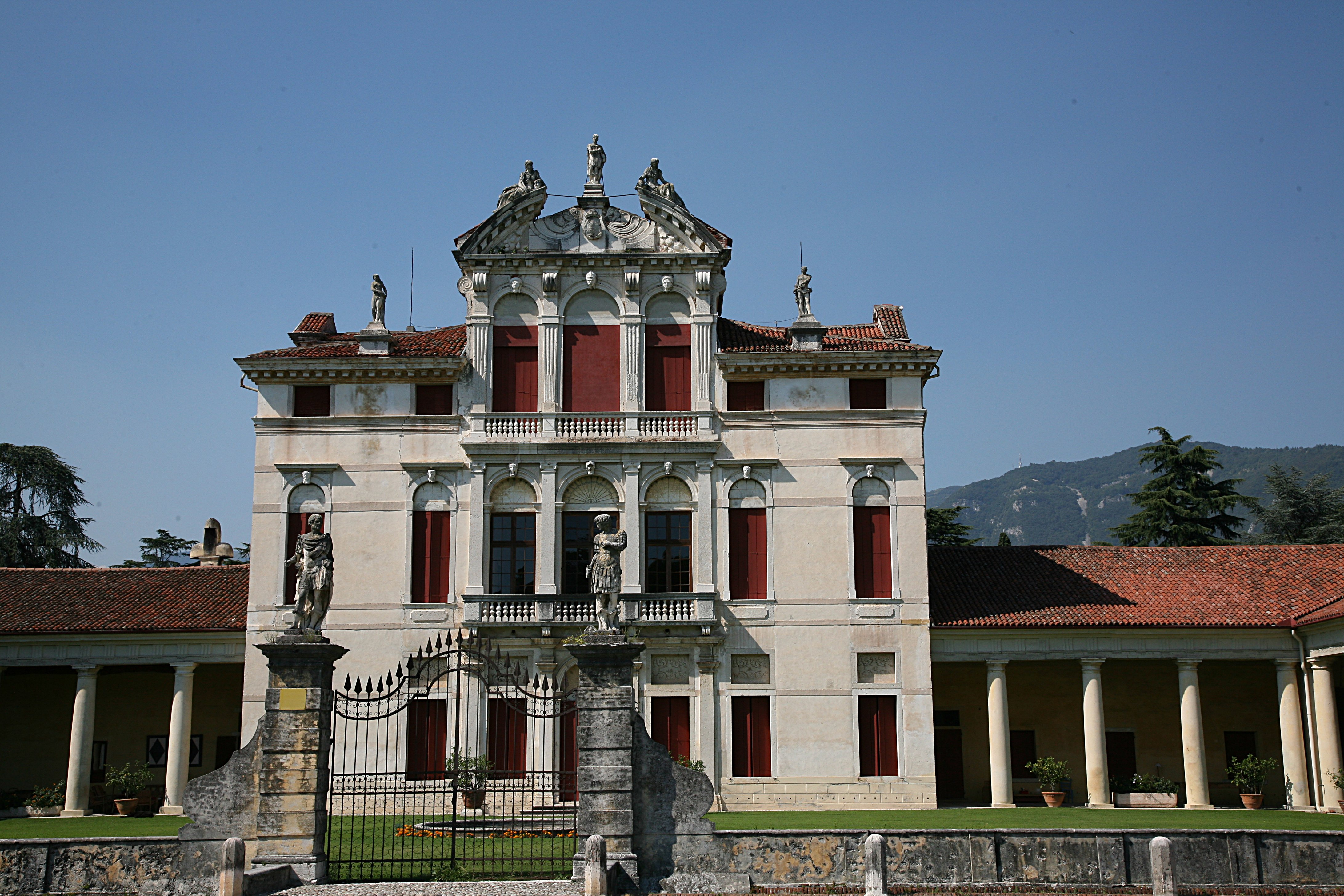
Вілла Ангарано, Бассано-дель-Граппа
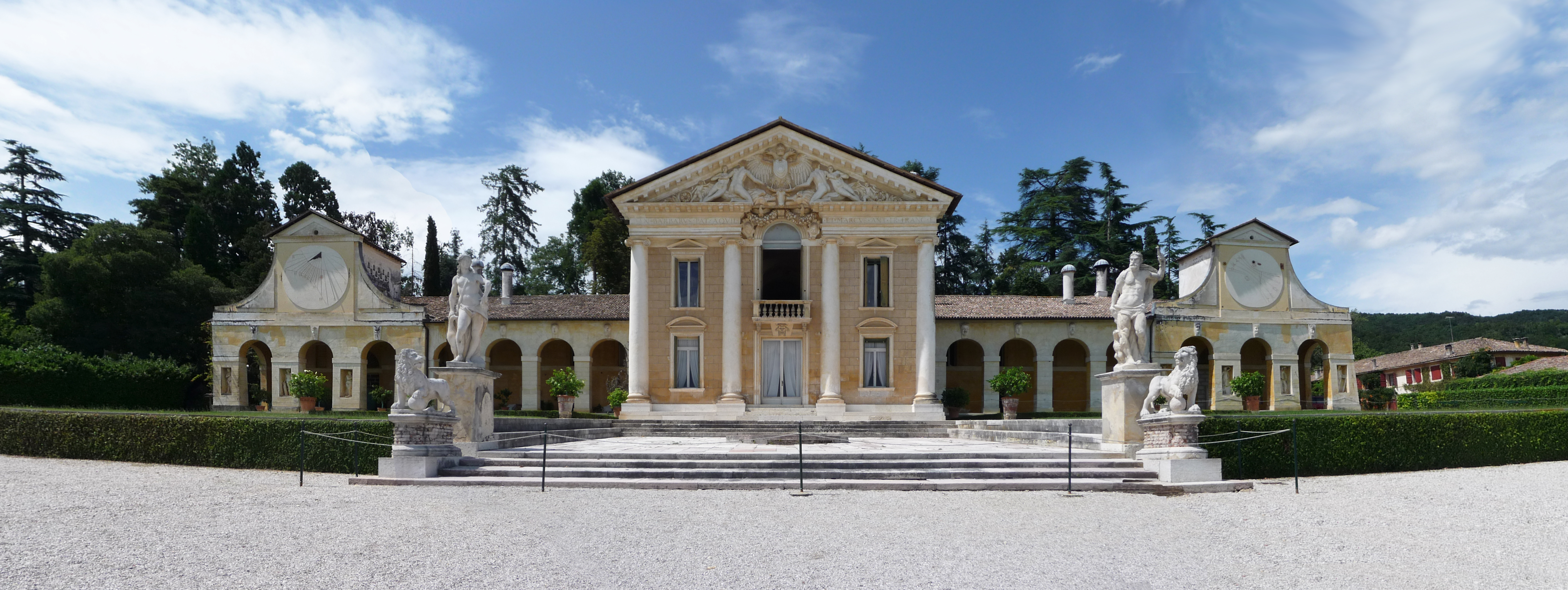
Вілла Барбаро, провінція Тревізо
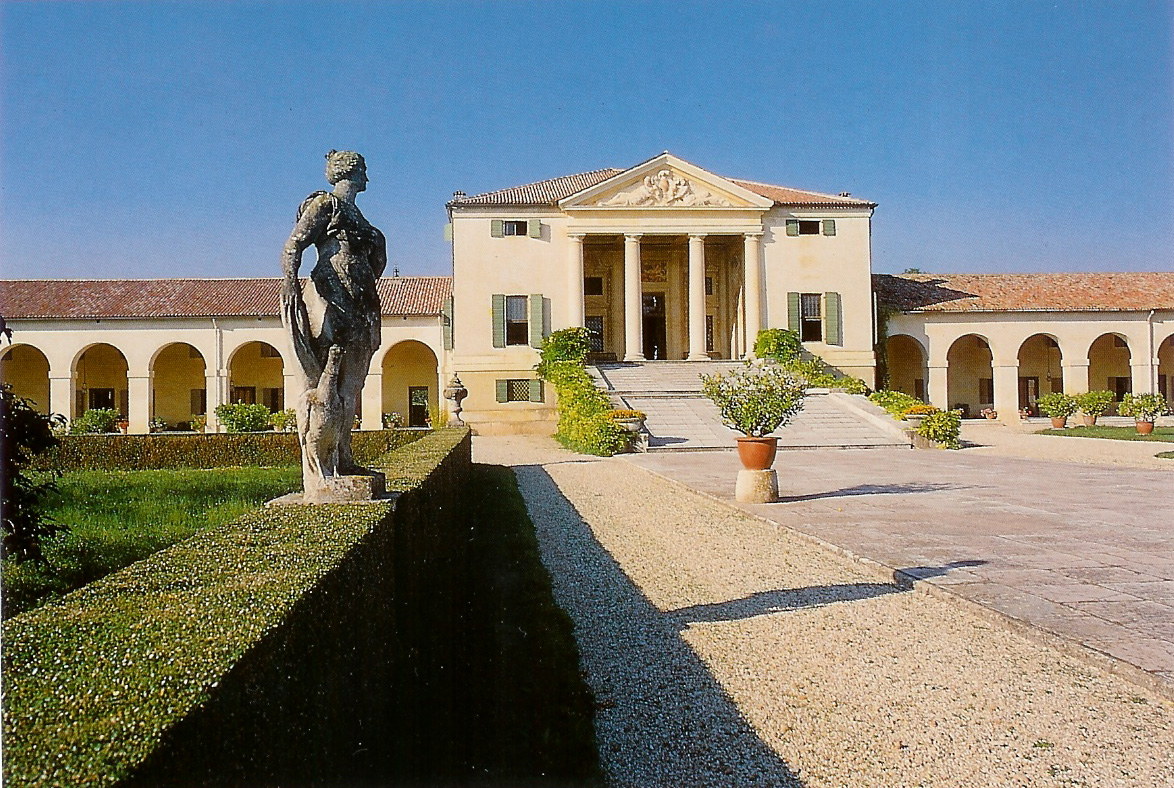
Вілла Емо
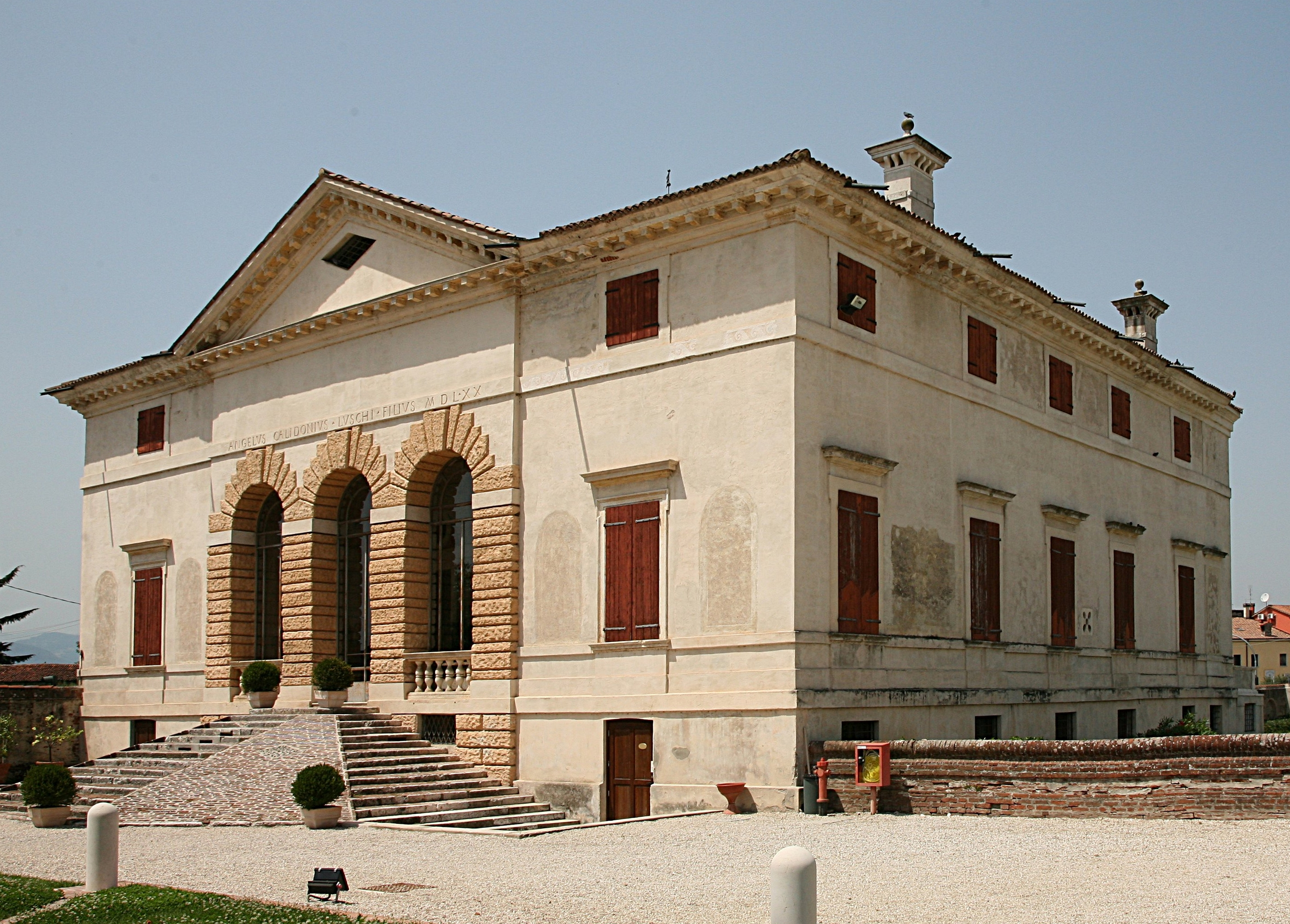
Вілла Кальдоньйо, Венето
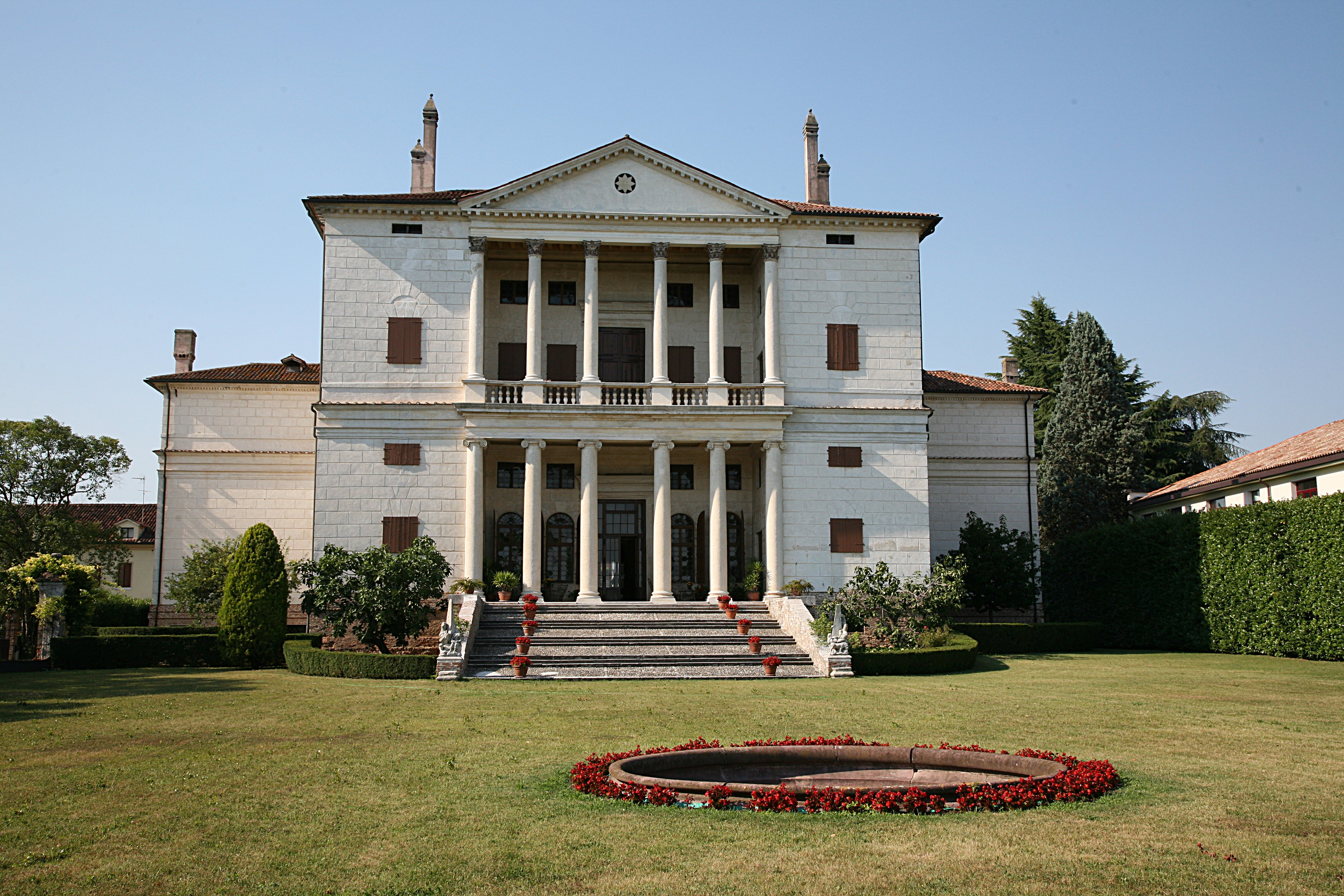
Вілла Корнаро, провінція Падуя
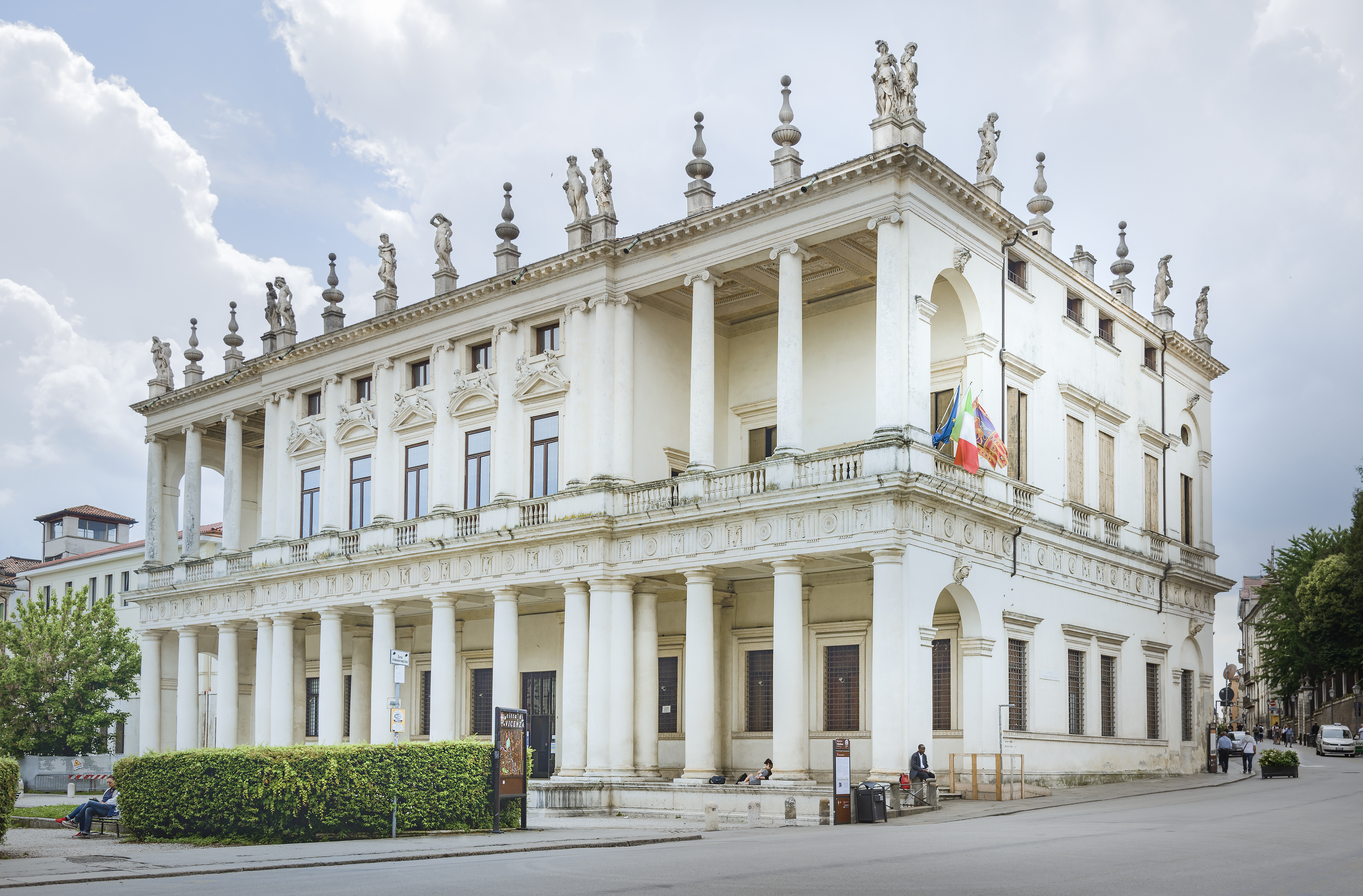
Палац Кірікаті, Віченца
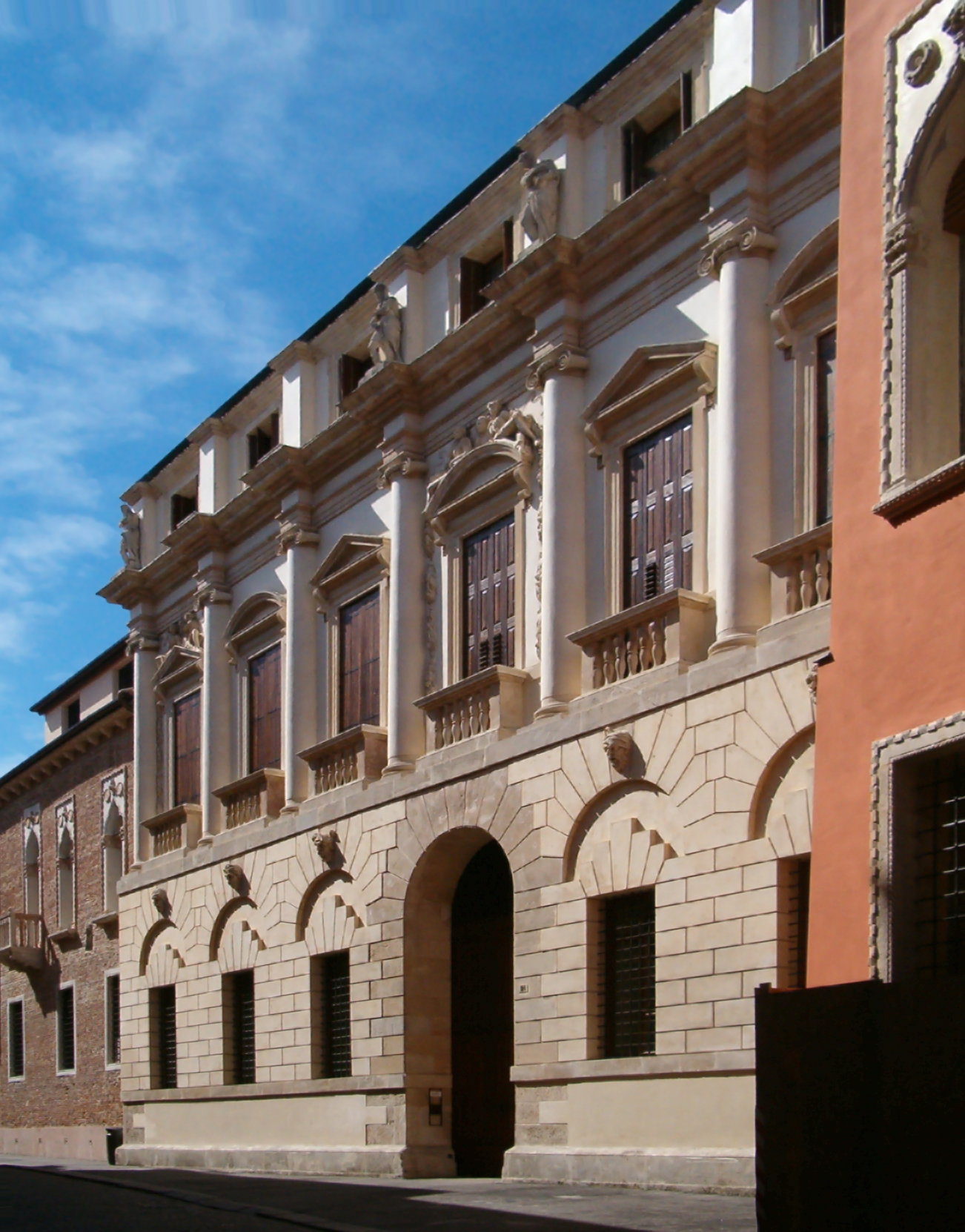
Палац Порто, Віченца
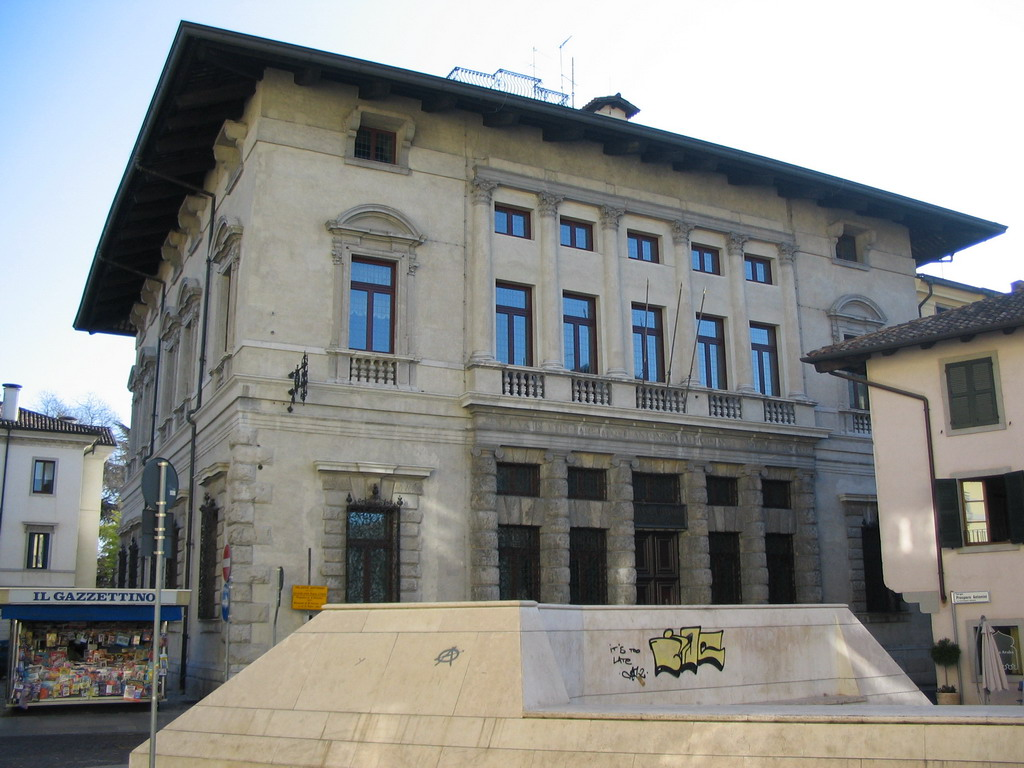
Палац Антоніні, Удіне
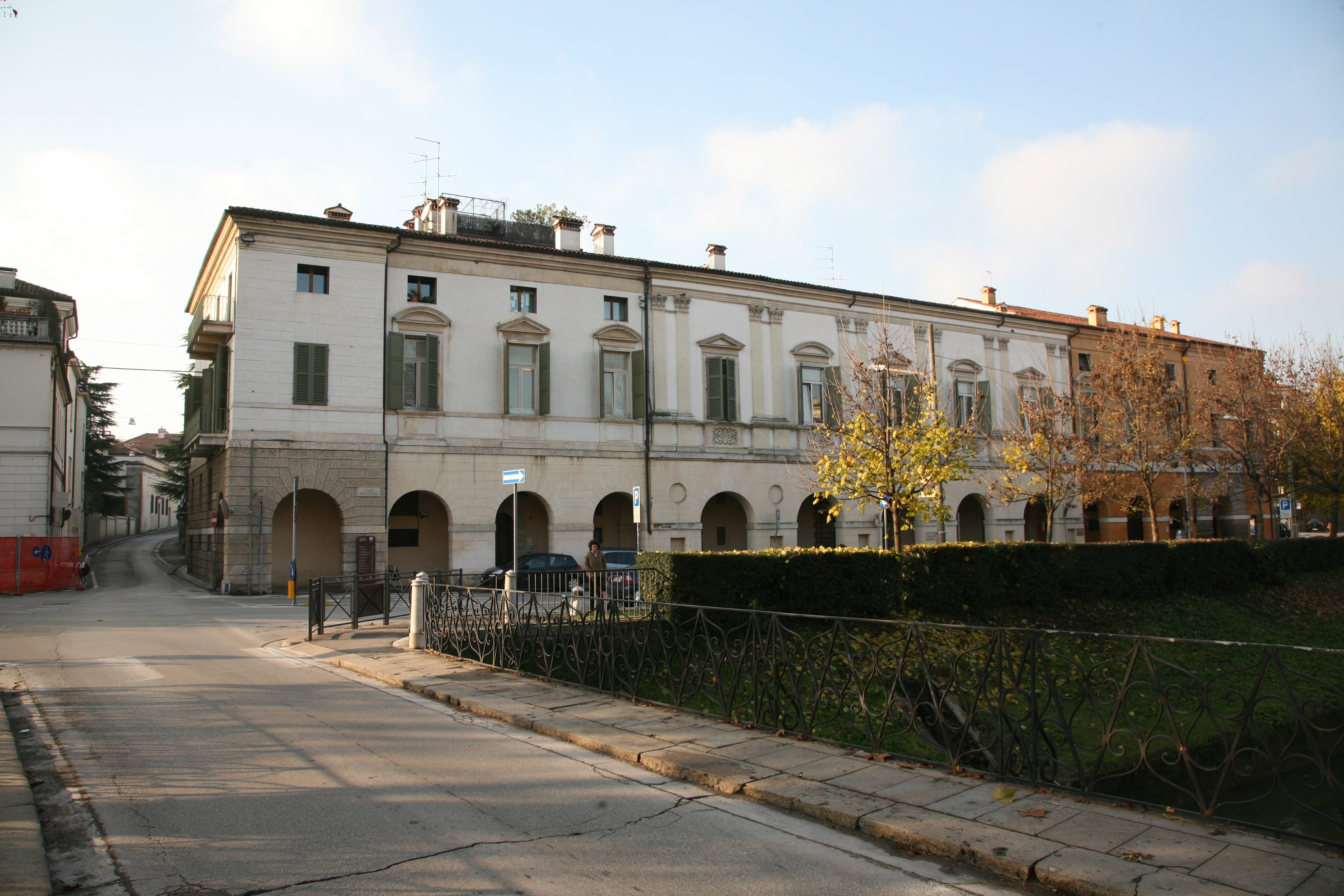
Палац Цівена, Віченца
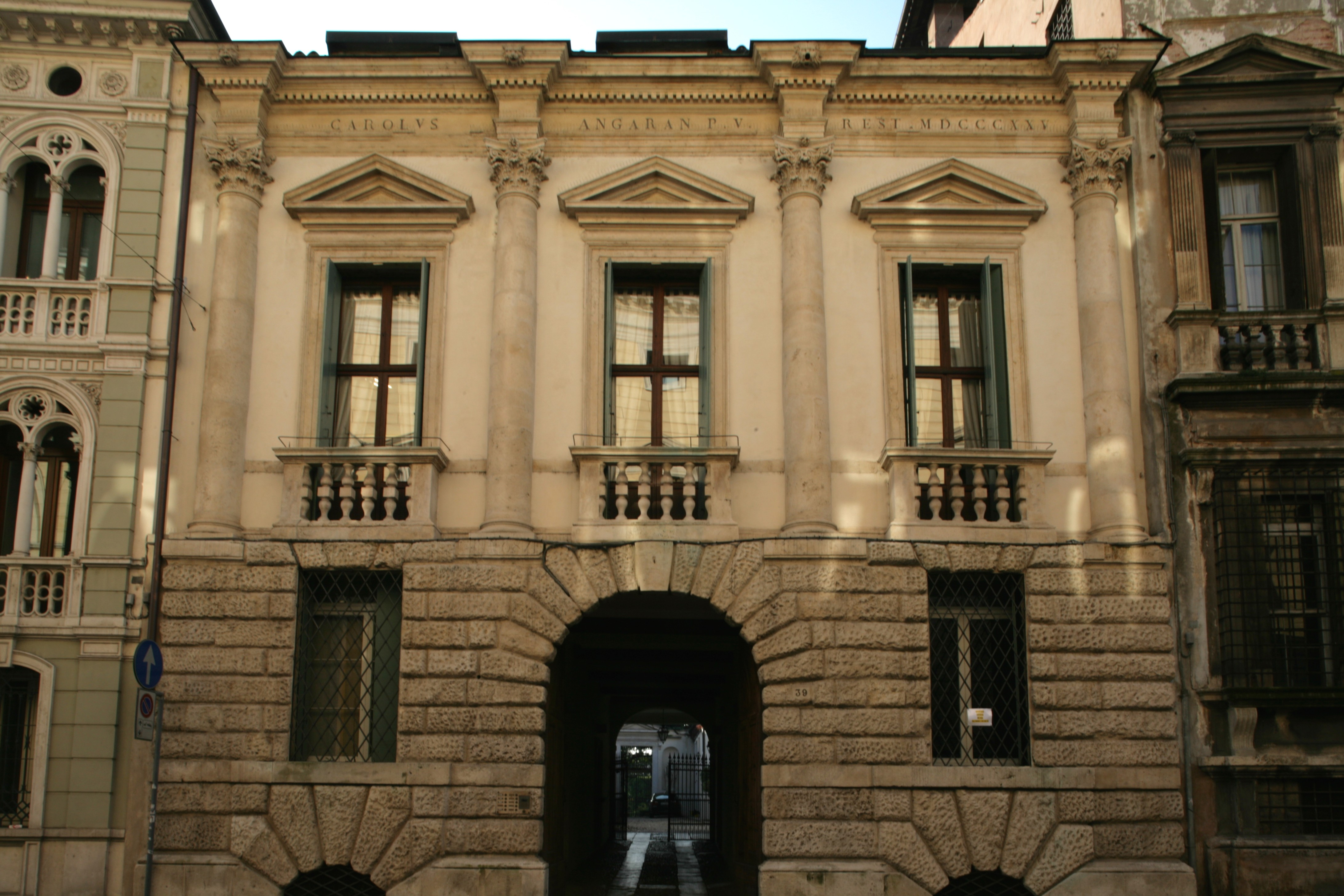
Палац Шіо, Віченца
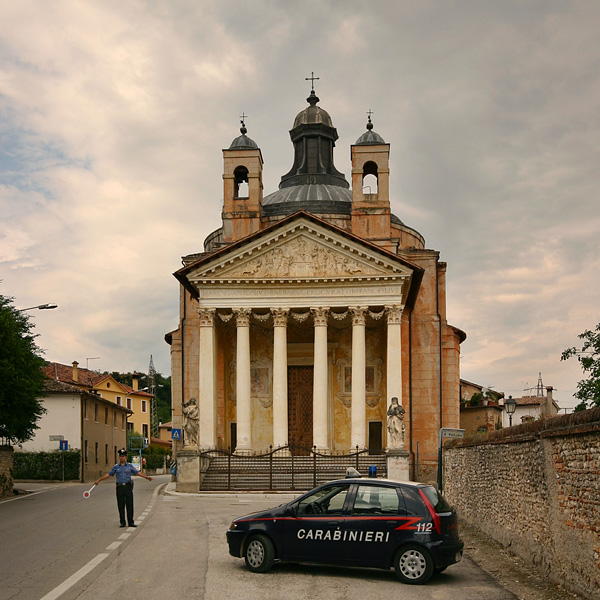
Храм, Мазер